# Bembicium
Bembicium là một chi ốc biển, là động vật thân mềm chân bụng sống ở biển trong họ Littorinidae.

## Các loài
Các loài thuộc chi Bembicium bao gồm:
- Bembicium altum (Tate, 1894)[2]
- Bembicium auratum (Quoy & Gaimard, 1834)[3]
- Bembicium discoideum Reid, 1988[4]
- Bembicium flavescens (Philippi, 1851)[5]
- Bembicium melanostoma (Gmelin, 1791)[6]
- Bembicium nanum (Lamarck, 1822)[7]
- Bembicium priscum Powell & Bartrum, 1929[8]
- Bembicium vittatum Philippi, 1846[9]